# Ramon Lujano Benavides
Ramon Lujano Benavides (Amsterdam, 15 november 1991) is een Nederlands-Mexicaans voormalig voetballer die speelde als doelman. Tussen 2012 en 2018 was hij actief voor FC Dordrecht, FC Chabab en ZSGOWMS.

## Carrière
Ramon Lujano Benavides is half Mexicaans en geboren in Amsterdam. In zijn jeugd speelde hij tot zijn zestiende als veldspeler. Hij begon met keepen bij amateurvereniging ASV-DWV in Amsterdam-Noord. Na twee seizoenen werd hij gescout door AFC Ajax. Hij liep hier stage bij Jong Ajax in de zomer van 2010/2011. Na zijn stage bij Jong Ajax maakte Benavides de overstap naar de jeugd van ADO Den Haag. In hetzelfde seizoen 2010/11 trainde Lujano Benavides mee met de selectie van ADO Den Haag, onder leiding van John van den Brom. Na ervaring te hebben opgedaan in Den Haag ging hij een nieuw avontuur aan in Dordrecht. Hij begon, als keeper, in de beloften van FC Dordrecht en in 2012 mocht hij bij de selectie aansluiten. In de bekerwedstrijd tegen SVV Scheveningen maakte hij zijn officieuze debuut. Lujano Benavides debuteerde officieel op 15 februari 2013 voor het eerste elftal van FC Dordrecht, in een competitiewedstrijd tegen Go Ahead Eagles (uitslag 1–1). Hierna speelde hij competitiewedstrijden tegen FC Den Bosch, Excelsior en FC Volendam. Na het aflopen van zijn verbintenis in de zomer van 2013 nam Lujano Benavides afscheid van FC Dordrecht. Een jaar later vond hij in FC Chabab een nieuwe club, hier ging hij verder als verdediger. De voetballer verliet deze club in de zomer van 2015 om te gaan spelen bij ZSGOWMS.

## Clubstatistieken
| Seizoen | Club         | Competitie     | Competitie | Competitie | Beker | Beker | Internationaal | Internationaal | Totaal | Totaal |
| Seizoen | Club         | Competitie     | Wed.       | Dlp.       | Wed.  | Dlp.  | Wed.           | Dlp.           | Wed.   | Dlp.   |
| ------- | ------------ | -------------- | ---------- | ---------- | ----- | ----- | -------------- | -------------- | ------ | ------ |
| 2012/13 | FC Dordrecht | Eerste divisie | 4          | 0          | 1     | 0     | —              | —              | 5      | 0      |
| Totaal  | Totaal       | Totaal         | 4          | 0          | 1     | 0     | 0              | 0              | 5      | 0      |